# Pisiffik
Pisiffik A / S — це мережа гренландських магазинів. Компанія є найбільшою приватною комерційною компанією в Гренландії і є дочірньою компанією, спільною власністю якої є NorgesGruppen, норвезька група оптових продажів продуктів, данська інвестиційна компанія KFI та Greenland Venture (державна інвестиційна фірма).

## Історія
Вперше Pisiffik був заснований у 1993 році як KNI Pisiffik A / S, дочірня компанія конгломерату KNI Гренландії. Заснований у великих містах Гренландії, це був експеримент з управління магазинами без державної субсидії, тоді як KNI Pilersuisoq продовжував експлуатувати більш віддалені та менш вигідні форпости. Нинішня компанія Pisiffik A / S була виділена як окрема компанія у 2001 році, коли данська компанія Dagrofa придбала Pisiffik в рамках приватизації частин KNI. Dagrofa продала свої акції нинішнім власникам у 2015 році  У 2016 році штаб-квартира була перенесена з Сісіміута в Нуук. 

## Операції

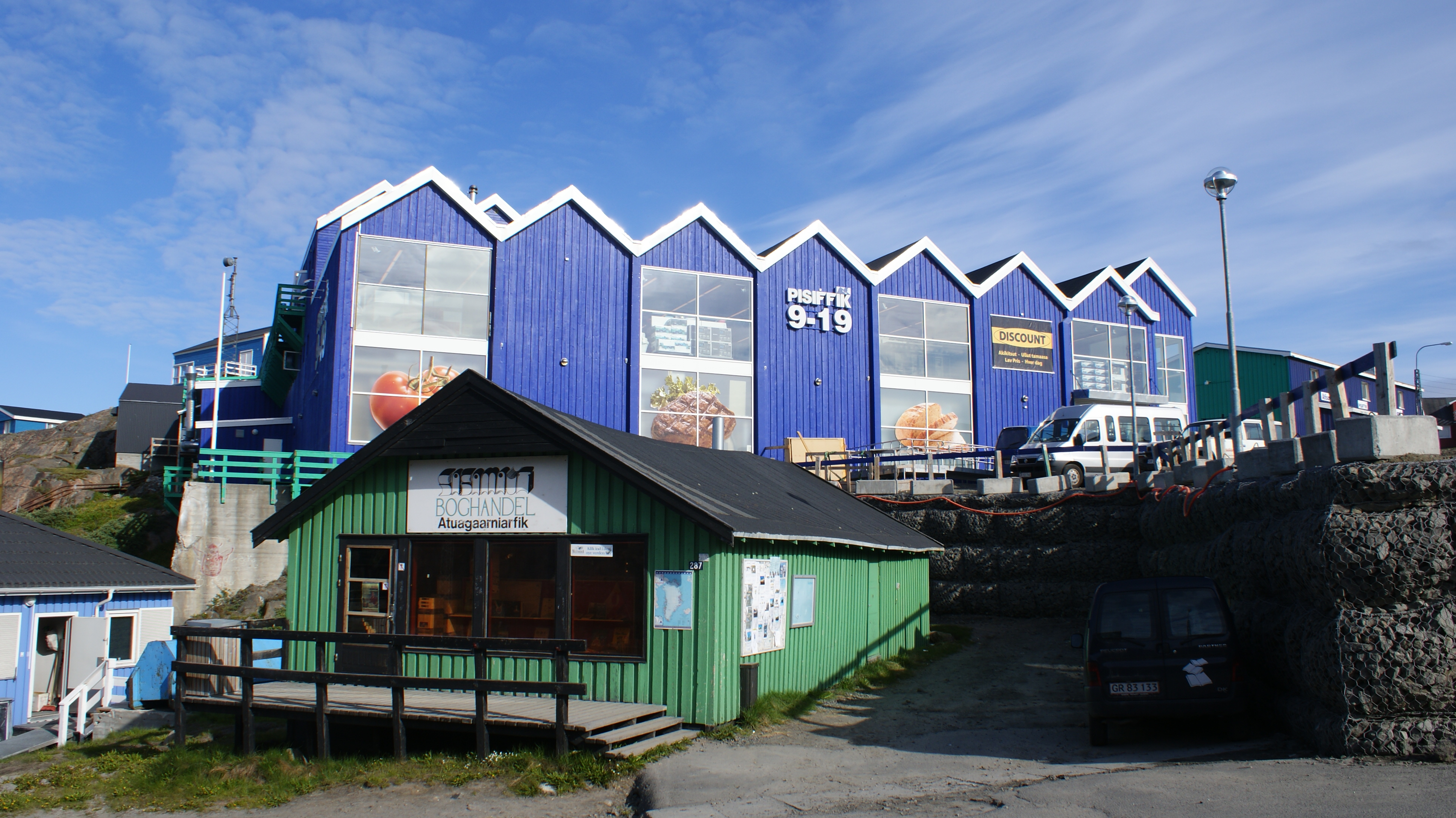
Супермаркет Pisiffik в Сісіміуті.

Приблизно 40 магазинів Pisiffik знаходяться в шести найбільших містах Гренландії: Аасіаат, Ілуліссат, Манійцок, Нуук, Какорток і Сісіміут.

### Бренди
Pisiffik A / S включає такі марки:
- Pisiffik — Супермаркети
- SPAR — Продуктові магазини
- Akiki — Магазин зі знижками
- Pisattat — Магазини побутової електроніки
- Torrak Fashion — Одяг та взуття
- JYSK — Меблеві магазини
- Elgiganten — Магазини побутової електроніки
- Nota Bene — Магазин побутової електроніки в Нууці
- SuKu — магазини предметів домашнього декору

Pisiffik також є власником KK Engros. 